# رابرت گیسکارد
رابرت گیسکارد (انگلیسی: Robert Guiscard; ح. ۱۰۱۵ – ۱۷ ژوئیهٔ ۱۰۸۵ - سن ۷۰ سال) یک فرمانده نظامی و ماجراجوی نورمن بود که به خاطر فتح جنوب ایتالیا و سیسیل شهرت دارد.

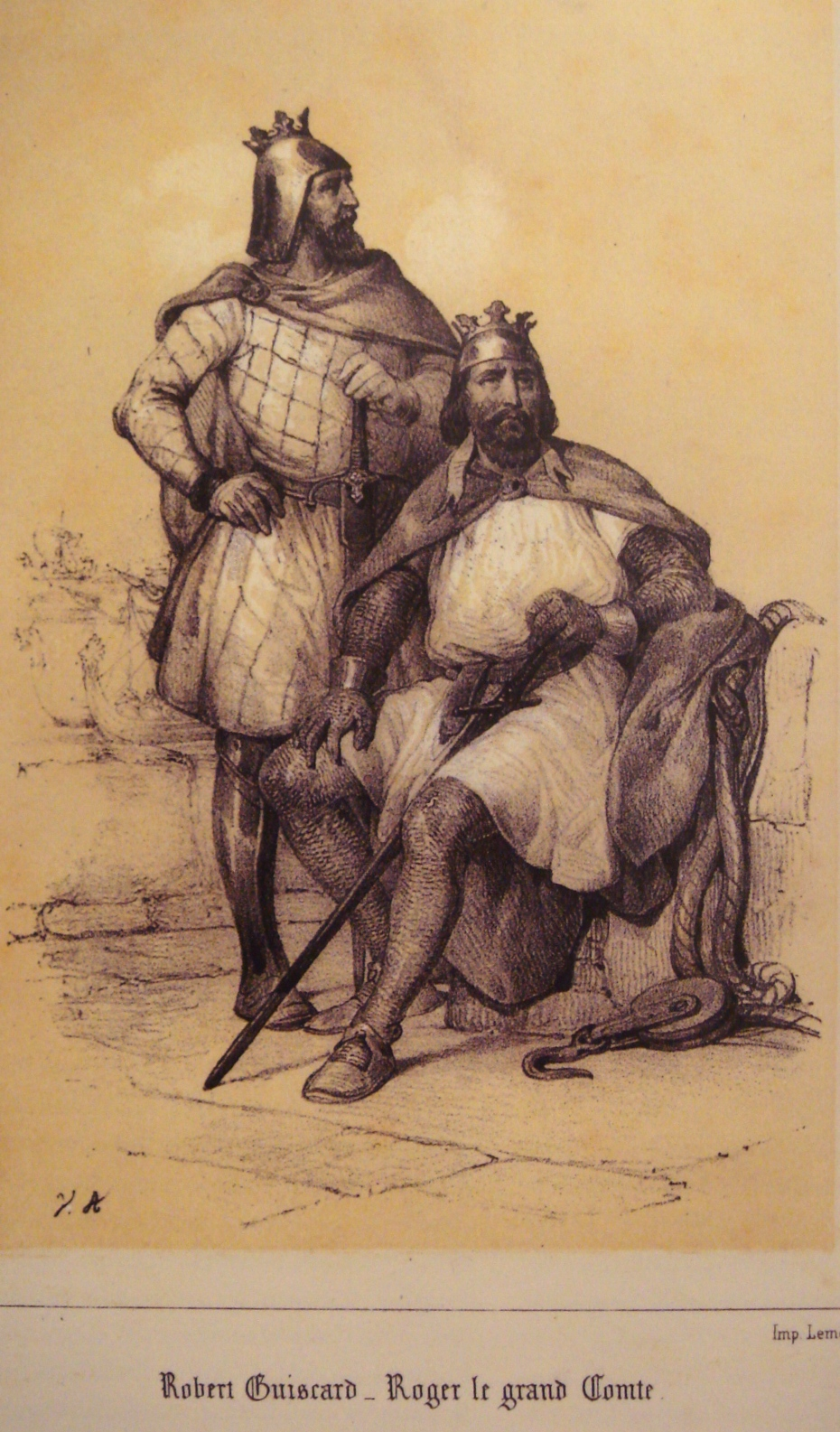